# 70-iaden
70-iaden (av 70-tal + olympiska spel/olympiad) var en serie ungdomsidrottstävlingar i Sverige. Tävlingarna startade 1971.
Tävlingarna lades ner, efter att ha kritiserats för tävlingshets.

### Fotnoter
1. ↑  Jan Åhrberg. ”70-iaden”. Svenska Badmintonförbundet. Arkiverad från originalet den 3 november 2013. https://web.archive.org/web/20131103130956/http://iof1.idrottonline.se/SvenskaBadmintonforbundet/Forbundet/Statistik/Juniorer/70-iaden/. Läst 1 november 2013.
2. ↑  Erik Andersson (23 november 2010). ”Erik på Bandy går i pensin efter drygt 37 år i bandyns tjänst”. Göteborgs Bandyförbund. Arkiverad från originalet den 3 november 2013. https://web.archive.org/web/20131103131042/http://iof1.idrottonline.se/SvenskaBandyforbundet/Bandy-Sverige/SvenskaBandyforbundet/Organisation/Regioner/RegionSyd/DistriktRegionSyd/GoteborgsBandyforbund/Hem/ErikpaBandygaripensinefterdrygt37aribandynstjanst/. Läst 1 november 2013.
3. ↑  ”Här är mästarna i Mark 1974 – 2010”. Markbladet. 29 februari 2012. Arkiverad från originalet den 3 november 2013. https://web.archive.org/web/20131103070136/http://markbladet.se/?artikel=201202281412411110. Läst 1 november 2013.
4. ↑  ”Partille IF sedan 1924”. Partille IF. Arkiverad från originalet den 3 november 2013. https://web.archive.org/web/20131103041247/http://www.partilleif.com/cgi-bin/club_info.cgi?pInfo=club_facts. Läst 1 november 2013.
5. ↑  Fredrik Rosander. ”Örjan fick fart på utdöende idrott”. Norrköpings Tidningar. Arkiverad från originalet den 11 december 2022. https://web.archive.org/web/20221211092308/https://nt.se/assets/favicons/www.nt.se/favicon.ico. Läst 1 november 2013.
6. ↑  Bo Thunberg. ”70-iaden Ingemar Johansson och Göran Nordin”. IFK Mora FK. Arkiverad från originalet den 3 november 2013. https://web.archive.org/web/20131103131129/http://www6.idrottonline.se/IFKMoraFK-Fotboll/Klubbinfo/Historiesidan/Handelser/70-iaden/. Läst 1 november 2013.
7. ↑  Åke Nilsson (15 januari 2012). ”Yvonne hoppade på höjden och längden”. Strömstads Tidning. Arkiverad från originalet den 3 november 2013. https://web.archive.org/web/20131103113328/http://stromstadstidning.se/nyheter/stromstad/1.1494802-yvonne-hoppade-pa-hojden-och-langden?m=print. Läst 1 november 2013.
8. ↑  Ecke Bengtsson & Tore Olsson. ”1967-76”. HK Drott. Arkiverad från originalet den 3 november 2013. https://web.archive.org/web/20131103070956/http://www.hkdrott.se/sv/om-drott/historia/1967-1976.aspx. Läst 1 november 2013.
9. ↑  ”Värmlands Ishockeyförbund 50 år”. Värmlands Ishockeyförbund. 11 mars 1995. Arkiverad från originalet den 3 november 2013. https://web.archive.org/web/20131103165419/http://www.swehockey.se/ImageVaultFiles/id_15661/cf_113/V%C3%A4rmlands%20Ishockeyf%C3%B6rbund%2050%20%C3%A5r.PDF. Läst 1 november 2013.
10. ↑  Lars Österlund. ”Judons årtal”. Örebro budoklubb. Arkiverad från originalet den 3 november 2013. https://web.archive.org/web/20131103030137/http://www.sportpalatset.se/judo/judonsartal.4.3ea03e6e13b817e4ace309.html. Läst 1 november 2013.
11. ↑  Jonas Rönn (9 oktober 2012). ”Riksfinal 70:iaden Luftgevär”. Ystads SG. Arkiverad från originalet den 3 november 2013. https://web.archive.org/web/20131103130812/http://www7.idrottonline.se/YstadsSG-Sportskytte/Luftgevar/Resultatgenomtiderna/LuftgevarRiksfinalskyttiaden/. Läst 1 november 2013.
12. ↑  Inger Nilsson (20 september 2013). ”Trivs med sitt fackliga uppdrag”. Västerbottenskuriren. Arkiverad från originalet den 3 november 2013. https://web.archive.org/web/20131103033257/http://www.vk.se/984290/trivs-med-sitt-fackliga-uppdrag. Läst 1 november 2013.
13. ↑  ”Årshändelser 1970-1979”. Solflickornas IGF. Arkiverad från originalet den 5 november 2013. https://web.archive.org/web/20131105211054/http://www.proteamonline.se/customers/content.asp?Id=10&ContentId=12623. Läst 1 november 2013.
14. ↑  Rune Nilsson (9 augusti 2011). ”Allan Jonsson är Lilla VM”. Värmlands Folkblad. Arkiverad från originalet den 2 november 2013. https://web.archive.org/web/20131102162843/http://www.vf.se/sport/friidrott/allan-jonsson-ar-lilla-vm. Läst 1 november 2013.